# شان لیوینگستون
شان لیوینگستون (انگلیسی: Shaun Livingston؛ زادهٔ ۱۱ سپتامبر ۱۹۸۵) یک بازیکن بسکتبال اهل ایالات متحده آمریکا است.
از باشگاه‌هایی که در آن بازی کرده‌است می‌توان به اکلاهما سیتی تاندر، میلواکی باکس، کلیولند کاوالیرز، واشینگتن ویزاردز، شارلوت بابکتس، میامی هیت، بروکلین نتس، و لس آنجلس کلیپرز اشاره کرد.